# تحریرالوسیله
تحریرالوسیله اثری از روح‌الله خمینی به زبان عربی شامل فتاوای وی در تمامی ابواب فقه به روش غیراستدلالی است. وی این کتاب را به عنوان حاشیهٔ کتاب وسیلةالنجاة از ابوالحسن اصفهانی نوشته است. نویسنده سعی کرده حاشیه خود را با کمترین تغییر در متن وسیلهٔ النجاهٔ به آن بیفزاید. وسیلة النجاة که خمینی اعتقاد بسیاری به آن داشت خود حاشیه‌ای بر کتاب ذخیرة الصالحین محمدکاظم طباطبایی یزدی است.
این کتاب اولین بار در نجف در زمان اقامت نویسنده‌اش در این شهر منتشر شد. خلاصه‌ای از آن به زبان عربی نیز به نام «زبدة الاحکام» منتشر شده است.
تحریرالوسیله اثر عمیقی نیز بر نظام حقوقی ایران در دوران جمهوری اسلامی گذاشته است. علاوه بر آن‌که در تدوین و اصلاح بسیاری از قوانین به آن رجوع می‌شود، در بسیاری از آراء دادگاه‌ها نیز به آن استناد شده است.

## زمینه نگارش
این کتاب حاشیه‌ای بر کتاب وسیلةالنجاة سید ابوالحسن اصفهانی (وفات: ۱۳۶۵ قمری) است. کتاب اصفهانی نیز حاشیه‌ای بر کتاب ذخیرة الصالحین سید محمدکاظم طباطبایی یزدی (وفات: ۱۳۳۷ قمری) است. خمینی در دوران اقامت در قم بر کتاب وسیلةالنجاة حاشیه نگاشت. اما احترام نویسنده به مرجع تقلید وقت، سید حسین بروجردی (متوفی ۱۳۴۰ خورشیدی)، مانع او از چاپ و انتشار این اثر شد. اما بعدها به‌طور جداگانه و چند بار نیز همراه با وسیلة النجاة به چاپ رسید. تبعید خمینی به شهر بورسای ترکیه در ۱۳۴۳ خورشیدی فرصتی فراهم آورد تا وی آنطور که خود می‌گوید «از فراغتش در حدود یازده ماه اقامت اجباری در آن شهر برای وارد کردن حاشیه مذکور در متن وسیلة النجاة استفاده کند و آن حواشی را به صورت متن مستقلی درآورد تا استفاده از آن آسان‌تر باشد و نیز بر آن مسائل مورد نیاز روز را بیفزاید و آن را «تحریر الوسیلة» بنامد». به نظر می‌رسد در آن زمان تحریر الوسیلة مانند وسیلة النجاة به کتاب المیراث ختم می‌شده است.

## ترجمه‌ها
چندین ترجمهٔ فارسی از تحریرالوسیله موجود است. از جمله: ترجمه محمدباقر موسوی همدانی در چهار جلد، ترجمهٔ علی اسلامی و قاضی‌زاده زیرنظر محمد مؤمن قمی و حسن طاهری خرم‌آبادی، ترجمهٔ بخش‌هایی از تحریر الوسیلة به قلم عبدالکریم بی‌آزار شیرازی با اضافات.
ترجمه دیگر از هاشم نوری کرمانشاهی در چهار جلد نیز موجود است. ۱۳۶۴
تحریر الوسیله ترجمه هاشم نوریی ترجمهٔ ترکی استانبولی این کتاب هم توسط عبدالله اون آلان انجام شده و در سال ۱۳۸۹ انتشارات احسان در استانبول جلد دوم آن را با تیراژ ۱۵۰۰ نسخه منتشر کرد.

## موضوعات مورد بررسی قرار گرفته‌شده در کتاب
جلد اوّل:
1. اجتهاد
2. تقلید
3. طهارت
4. نماز
5. روزه
6. زکات
7. خمس
8. حج
9. امر به معروف و نهی از منکر
10. دفاع
11. مکاسب و متاجر
12. بیع
13. شفعه
14. صلح
15. اجاره
16. جعاله
17. عاریه
18. ودیعه
19. مضاربه
20. شرکت و قسمت
21. مزارعه
22. مساقات
23. دِین و قرض

- جلد دوم:

1. رَهن
2. حَجر
3. ضمان
4. حواله و کفاله
5. وکالت
6. اِقرار
7. وقف و مسایل مربوطه
8. وصیت
9. ایمان و نذور
10. کفّارات
11. صید و ذبح
12. اطعمه و اشربه
13. غصب
14. احیاءِ اموات
15. لقطه (مال ضایع شده‌ای که دسترسی به صاحبش مقدور نیست)
16. نکاح
17. طلاق
18. خلع و مبارات
19. ظهار
20. ایلاء
21. لعان
22. مواریث
23. قضا
24. شهادت
25. حدود
26. قصاص
27. دیات
28. مستحدثات[۱۳][۱۴]

## شرح‌ها و حاشیه‌ها
چندین شرح بر تحریرالوسیله نیز نوشته شده که از معروف‌ترین آن‌ها «تفصیل الشریعه فی شرح تحریرالوسیله» اثر محمد فاضل لنکرانی، مفصل‌ترین شرح، که در بیست و هشت جلد منتشر شده، شرح ناصر مکارم شیرازی به نام «انوار الفقاهه»، شرح سید مصطفی خمینی به نام «مستند تحریرالوسیله» در دو جلد، شرح احمد مطهری ساوجی به نام «مستند تحریر الوسیلة» در شش جلد و شرح‌هایی از فقهایی چون یوسف صانعی، محمد مؤمن قمی، محمدحسن احمدی فقیه یزدی، احمد سبط‌الشیخ انصاری، علی‌اکبر سیفی مازندرانی، عبدالنبی نمازی و زین‌العابدین احمدی زنجانی است. همچنین فقهایی چون مکارم شیرازی، فاضل لنکرانی، نوری همدانی، علوی گرگانی، یوسف صانعی، احمدی فقیه یزدی و تجلیل تبریزی نیز بر تحریرالوسیله حاشیهٔ فتوایی نوشته‌اند.
ششم بهمن ماه ۱۳۹۱ همایش «تحریرالوسیله، شروح و تعلقات» در مرکز فقهی ائمه اطهار برگزار شد و از مجموعه بیست و هشت جلدی «تفصیل الشریعه فی شرح تحریرالوسیله» اثر محمد فاضل لنکرانی رونمایی و از شارحان تحریر الوسیله تقدیر شد. عبدالله جوادی آملی، محمدجواد فاضل لنکرانی، محمد موسوی بجنوردی و محمد سروش محلاتی در این همایش به سخنرانی پرداختند و خواستار آن شدند که از کتاب تحریرالوسیله به عنوان متن اصلی درسی حوزه‌های علمیه استفاده شود.
به‌تازگی ترجمه و شرح باب وکالت تحریرالوسیله به عنوان کتاب تحریرالوکاله تألیف بهزاد قشلاقیان توسط انتشارات مؤسسه مشاهیر مهر دادآفرین به چاپ رسیده است که منبع آزمونهای حقوقی علی‌الخصوص آزمون مشاوران حقوقی قوه قضاییه است.

### چگونگی نگارش شرح‌ها
معمولاً، خمینی در چند دور درس خارج فقه و اصول خود، اکثر ابواب فقه را شرح داده است. شاگردان حاضر در درس وی، با استفاده از تقریراتی که پای درس استاد برداشته‌اند، دلایل صدور فتاوای تحریر الوسیله توسط استاد را مورد ارزیابی قرار داده‌اند. اگرچه، دلایلی را هم که از نظر خودشان برای اثبات تحریرالوسیله قابل توجه بوده ولی استاد به آن‌ها اشاره‌ای نکرده را هم آورده‌اند.

## موارد استفاده

### استفاده به عنوان منبع درس خارج فقه
علاوه بر مواردی که دربالا به آن اشاره شد، از کتاب تحریر الوسیله، در کنار انوار الهدایة (یکی دیگر از آثار خمینی) برای تنظیم دروس خارج مورد استفادهٔ فقها قرار می‌گیرند. اگرچه در بعضی از کرسی‌های درس خارج، به آن استناد هم می‌شود.

## امکان لذت جنسی از شیرخواره مؤنث
در باب نکاح این کتاب در مسئله دوازدهم آمده است:
«نزدیکی با زوجه قبل از تمام شدن نُه سال جایز نیست ـ نکاحش دائمی باشد یا منقطع ـ و اما سایر لذت‌ها مانند لمس نمودن با شهوت و بغل گرفتن و تفخیذ (لاپایی) با او حتی در شیرخوار، اشکالی ندارد.»

این فتوای خمینی، همواره باعث انتقادات از وی شده است.